# Acacesia hamata
Espèce
Synonymes
- Epeira hamata Hentz, 1847
- Epeira foliata Hentz, 1847
- Araneus hallucinor Petrunkevitch, 1911
- Acacesia lanceolata Badcock, 1932
- Araneus nigrolineatus Caporiacco, 1955

Acacesia hamata est une espèce d'araignées aranéomorphes de la famille des Araneidae.

## Distribution
Cette espèce se rencontre des États-Unis à l'Argentine.

## Description
Les mâles mesurent de 3,6 à 4,4 mm et les femelles de 5,3 à 8,6 mm.

## Publication originale
- Hentz, 1847 : Descriptions and figures of the araneides of the United States. Boston Journal of Natural History, vol. 5, p. 443-478 (texte intéral).